# Thiện nguyện
Thiện nguyện là một dạng chủ nghĩa vị tha bao gồm "các sáng kiến cá nhân, dành cho hàng hóa công cộng, tập trung vào chất lượng cuộc sống". Hoạt động thiện nguyện đối lập với các sáng kiến kinh doanh, vốn là những sáng kiến cá nhân dành cho hàng hóa tư nhân, tập trung vào lợi ích vật chất; và cùng với các nỗ lực của chính phủ, vốn là các sáng kiến công dành cho hàng hóa công cộng, tập trung chủ yếu vào việc cung cấp các dịch vụ công. Người chuyên làm công việc thiện nguyện được gọi là nhà hảo tâm hoặc nhà thiện nguyện.

## Châu Á
Hoạt động từ thiện có một lịch sử lâu đời tại khu vực châu Á, việc thiện nguyện hay cách tiếp cận có hệ thống để làm việc thiện đã có từ thuở sơ khai. Triết gia Trung Quốc là Mặc Tử (khoảng 470 – 391 TCN)